# 塞瓦斯托波尔 (加利福尼亚州)
塞瓦斯托波尔（英文：Sebastopol），是美国加利福尼亚州索诺玛县下属的一个城市。于1902年6月13日建市。城市面积约为4.8平方公里，根据2010年美国人口普查，该市有人口7,379人。